# Història de La Corunya
La història de La Corunya comença amb l'evidència d'assentaments preromans com el del castre d'Elviña. La tribu dels àrtabres eren els pobladors de la zona que comprén la ria de La Corunya o ria del Burg i la ria de Ferrol. Se suposa que la població local mantindria en algun moment relacions comercials amb els fenicis (i cartaginesos) i amb les Illes britàniques per la ruta de l'estany.
Segons Cassi Dió, al 62 ae, una esquadra romana dirigida per Juli Cèsar arriba a l'indret que les fonts clàssiques denominen Brigantium o Brigantum. Aquest és l'esment més antic de la zona, tot i que cal dir que Cassi Dió visqué entre els s. I i II de, i els fets que narra van ocórrer més de 200 anys abans.

Hi ha una disputa no resolta sobre si realment Brigantium fa referència a La Corunya (antics castres com els d'Elviña i Nostián), doncs hi ha estudis que contradiuen aquesta opinió i la situen a l'actual Betanzos (antic Castro de Untia): aquesta és la capital (Flavium Brigantium) d'un extens territori que encloïa el port de Pharum Brigantium, l'actual Torre d'Hèrcules (que al seu torn s'associa amb la llegenda de la Torre de Breogan). La ria de Betanzos en l'antiguitat era navegable fins a l'interior del poble per vaixells de gran importància (deixà de ser-ho a partir de l'edat mitjana per l'augment en la deposició de sediments al seu jaç), i per això és versemblant un esment com aquest:
| «           | ... navegant al llarg de la costa, fins a Brigantium, ciutat de Callaecia, els atemorí i els sotmeté pel rugit de la navegació, perquè mai no havien vist una esquadra. | » |
| — Cassi Dió | |   |

Al segle II de, els romans edificaren el far conegut hui com la Torre d'Hèrcules, i això mostra la importància del moviment comercial en aquestes aigües. Encara continua funcionant: és l'únic far d'origen romà que queda en peus actiu en tot el món: fou mitificat en diverses llegendes que pretenen explicar l'origen de la ciutat: segons una, Hèrcules alçà la torre sobre el cadàver del seu enemic Gerió, a qui venia perseguint des de Tartessos, i fundà una ciutat, a la manera grega, per concentrar la població disseminada a la zona circumdant (La Corunya seria la primera o la més bella, de la qual Hèrcules s'enamorà); segons una altra llegenda, és la torre que construí l'heroi celta Breogán a la mítica ciutat de Brigantia, per poder veure des de dalt les costes britàniques. També es vol veure en "Coruña" un derivat fonètic de "columna", i això evoca alhora la forma de la torre i les columnes d'Hèrcules (l'estret de Gibraltar, d'on prové tant l'heroi grec com el conqueridor romà), a més dels penya-segats de Cornualla (on es dirigeix la mirada del rei celta).
Una teoria més recent de Theo Vennemann (Oberhausen-Sterkrade, 1937), professor emèrit de la Universitat Ludwig Maximilian de Múnic, indica que el topònim Coruña deriva d'una paraula fenícia "Karn", el significat de la qual és 'banya'.
Al·ludiria d'aquesta manera a la forma de la península que es forma entre el port i les platges de Riazor i Orzán, dins les quals hi ha la Torre d'Hèrcules.
L'explicació etimològica seria la següent: l'esquelet consonàntic de Coruña seria "krn", semblant al que es produeix a Cadis, el nom del qual prové etimològicament de "Gdr", que significa 'fortificació'. Segons això, La Corunya va ser nomenada per navegants anteriors a l'època romana, molt probablement fenicis.Segons aquest professor la forma fenícia «‘a Karn» hauria evolucionat a «Caronium» en l'època romana.
El topònim Brigantium, d'origen celta (l'arrel briga, molt comuna a les ciutats celtes de la península Ibèrica, significa 'lloc alt'), podria no correspondre a l'actual ciutat, i devia representar en l'antiguitat no una localitat, sinó una àrea més àmplia del nord de l'actual província de la Corunya (com la ria de Betanzos o la comarca de Bergantiños).
Claudi Ptolemeu qualificà de "gran port" Brigantium Flavium (la denominació Flavium la relaciona amb la dinastia Flàvia -any 69 al 76-). Pau Orosi indica: Brigantia Callaetiae civitas altissimam Pharum erigit. Aethicus d'Ístria i Estrabó parlen del port Brigantio. L'itinerari d'Antoní recull una Brigantium portuària. La identificació d'aquests testimoniatges com una ciutat o una altra de l'entorn, costanera o situada més a l'interior, ha estat objecte de debat des de molt antic.
Brigantium persistiria fins a finals del s. X, quan fou destruïda durant les ràtzies d'Almansor pel nord-oest peninsular (la del 997 afectà Braga i Santiago de Compostel·la); als segles anteriors ja hauria sofert els atacs dels vikings o normands (particularment, un desembarcament datat l'any 846). La població se'n traslladà a un lloc més protegit, terra endins, a l'extrem sud de la ria del Burg, l'actual municipi de Culleredo. La localitat desapareix quasi completament dels registres històrics fins que al 1208 Alfons IX n'ordena la refundació i li atorga privilegis econòmics.

## Edat antiga

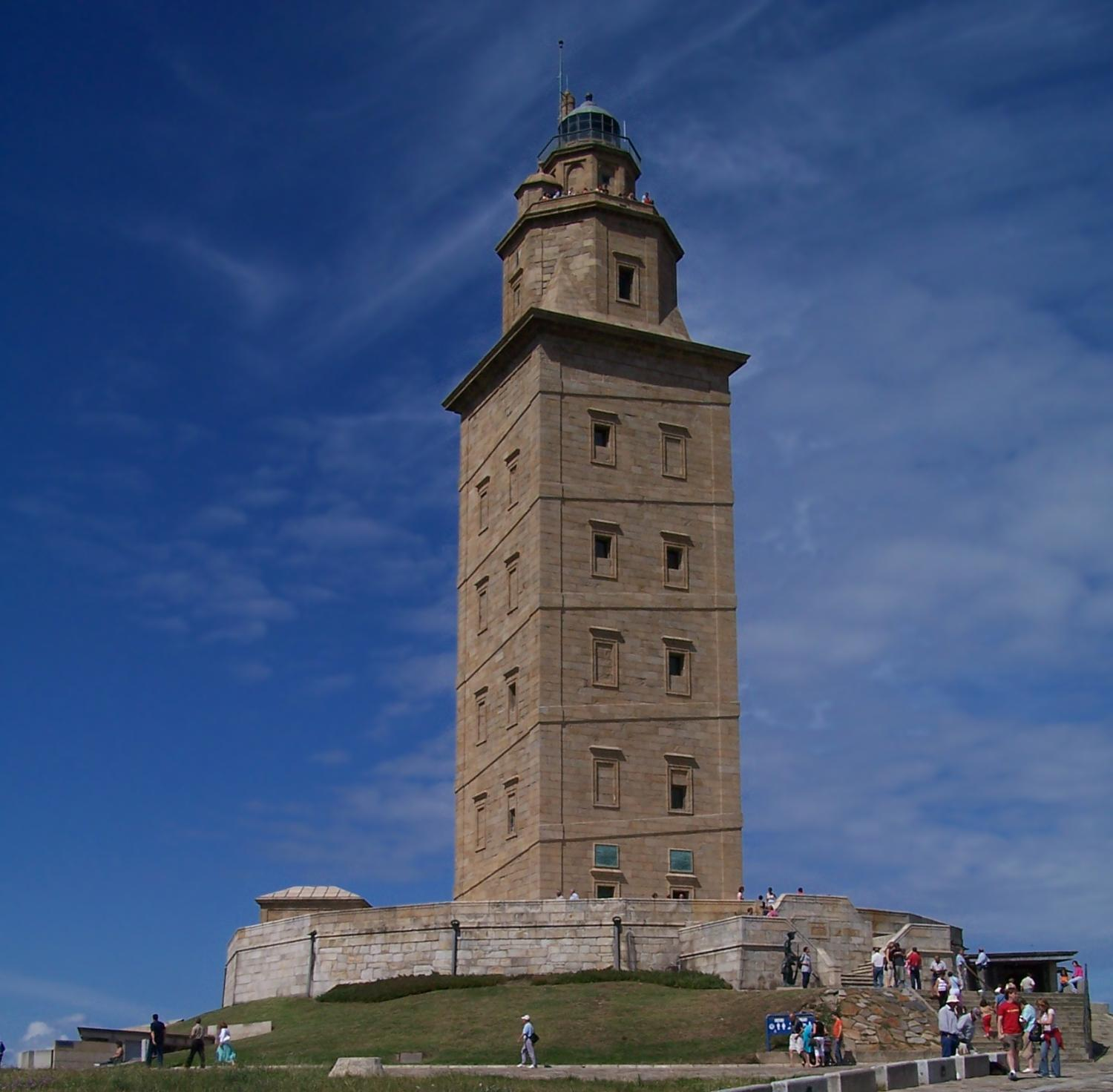
Els romans van construir la Torre d'Hèrcules al s. II

Es coneixen dos assentaments preromans en l'actual municipi de la Corunya, el castre de Elviña i el castre de Nostián.
Els romans arribaren a la zona de la Corunya al 62 ae amb una esquadra comandada per Juli Cèsar en persona segons Cassi Dió; algun autor vuitcentista, però, atribuí a Dècim Juni Brut Galaic la fundació d'un port anomenat Ardobicum Corunium durant una incursió pel sud de Galícia al 136 ae. Si els romans arribaren a la zona, fou, com abans que ells fenicis i cartaginesos (és dubtós que arribessin els grecs, tot i que així ho afirma el periple de Píteas), atrets per les riqueses minerals, tant per les locals com l'estany de les Cassitèrides (illes de difícil identificació, ja que no sembla probable que hi haguera estany a les illes de les ries gallegues a no ser pel comerç, i no hi ha illes més allunyades de la costa fins a les britàniques) o l'or que després s'obtingué de manera massiva a Les Mèdules. La colonització amb finalitats de producció agrícola no responia a les condicions geogràfiques, i potser era més interessant el reclutament de soldats. En tot cas, la romanització hi fou prou profunda com per deixar la petjada en la llengua, la religió i altres trets culturals.

## Edat mitjana
Dels segles posteriors a l'abandó de l'ocupació romana no hi ha dades escrites. En aquesta fosca època se suposa que la ciutat fou envaïda pels mateixos pobles septentrionals que entraren a la península al s. V.
Durant l'edat mitjana la població caigué sota un fugaç domini àrab, de poca repercussió en aquesta zona. Cal destacar el desembarcament de normands al Far de Brigantium l'any 846. Els continus atacs vikings acaben produint el despoblament de l'enclavament fins que el rei de Lleó Alfons IX n'ordena la refundació i trasllada la població que residia a Burg a la nova vila de la Corunya, i atorga als habitants al 1208 el fur de Benavent. Alfons X els concedeix el privilegi de desembarcar i vendre sal sense pagar imposts, i això dugué prosperitat a la vila, que viu una expansió econòmica per la reactivació del comerç marítim. Es produeix també en aquesta època l'agrupació de gremis per carrers, que segueix palés en la llista de carrers: Forneres, Cordilleria, Peixateria, Cordoneria, etc.
Joan II concedeix a la vila el títol de ciutat el 1446 i autoritza el lliure comerç amb Anglaterra, això dona un nou impuls a la seua capacitat comercial. Els reis Catòlics també realitzen polítiques que n'afavoreixen el comerç, ja que eximeixen de pagar la quintalada a mariners i navegants. La quintalada era un quart de tonell de vi, un moio de sal, cinc milers de sardines i un carro de fusta.

## Edat moderna
Carles V instal·la a la ciutat la Casa de Contractació per a l'especieria, la qual cosa provoca la construcció del castell de Santo Antón per protegir aquesta nova infraestructura. A més, permet la celebració d'un mercat franc els dissabtes. El mateix rei celebra Corts a la ciutat el 1520 i des del seu port parteix per ser coronat emperador a Alemanya.
Els hospitals de Santo André i el del Bon Succés són els dos centres que hi havia quan arriba a la ciutat l'epidèmia de pesta que assotava tota Galícia i els dos únics que pogueren atendre tots els afectats.

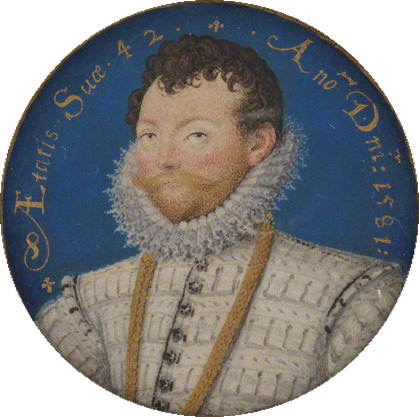
L'almirall Drake saquejà la ciutat el 1589

Elisabet I d'Anglaterra mantenia una profunda enemistat amb Felip II, i això es traduí en una sèrie de disputes bèl·liques. El 1588 isqué del port de la Corunya l'Armada Invencible cap a l'inesperat desastre al canal de la Mànega. Un any més tard, el 1589 la reina d'Anglaterra envia una esquadra manada per l'almirall Francis Drake a la ciutat. La Corunya s'enfrontà a l'invasor amb l'heroïna María Pita al capdavant. Després de cremar el monestir de San Domingos, el barri de San Tomás i la zona de la peixateria, els anglesos se'n retiraren el 19 de maig. En aquesta època es produeix el trasllat de la Reial Audiència de Santiago de Compostel·la a La Corunya.
Entre els s. XVII i XVIII, les contínues guerres de la monarquia hispànica impliquen un gran augment d'imposts i el reclutament de la població. La ciutat sofreix així un procés de recessió. A la primeria del s. XVII el capità general i governador Diogo das Mariñas milloren les fortificacions de la plaça. Així, es construeix la porta de San Miguel i s'amplia la muralla, i quedant ara a dins el convent de San Francisco i l'Hospital del Bon Succés.
El 1620, Felip III crea l'Escola dels Xics de la Mar amb seu a la Casa de la Moneda. Aquesta escola passaria amb Felip IV a ocupar una part del segon hospital de la ciutat, el de Santo André.
Tres anys més tard, al 1623, Galícia aconseguia representació pròpia en les Corts, i se'n deslligava així de les de Zamora, que era a les que estava vinculada fins a aquest moment.
El 1682 es restaura la Torre d'Hèrcules a càrrec de l'arquitecte Antúnez, i era capità general el duc d'Eceda. La torre estava en estat d'abandó i els cònsols d'Anglaterra, Països Baixos i Flandes en contribuïren a sufragar les despeses de la restauració.
El 1689 l'acord entre les monarquies espanyola i anglesa fixa les ciutats de la Corunya i Falmouth com punts des dels quals s'efectuarà el correu entre tots dos estats.
L'1 de novembre de 1700 moria Carles II, i deixava la corona al duc d'Anjou, Felip V, ja que no tenia successió. En xocar aquesta decisió amb els interessos anglesos, holandesos i portuguesos, comença la Guerra de Successió, en la qual la ciutat torna a sofrir un alça d'imposts i el reclutament de la població durant els 14 anys que dura. En aquests anys s'enfortí novament la defensa de la ciutat i, tot i no rebre cap atac, la guerra li feu un important dany econòmic. La guerra acaba al 1713 i al 1716 es crea la Intendència General de Galícia a la Corunya, que en aquesta època es denominava Hisenda, Guerra i Policia.

### La Il·lustració
Carles III autoritza el 1778 a tretze ports, entre ells el de la Corunya, a comerciar amb Amèrica.
La recuperació econòmica comença a mitjan segle propiciada per les activitats de les línies marítimes de les Índies (a l'Havana, Montevideo i Buenos Aires), que sortien i arribaven a la Corunya com a únic port a la península Ibèrica. La bonança econòmica suposà un augment de la població, que arriba a 10.000 habitants. A mitjan segle xviii hi arriben comerciants navals catalans i bascos, grans especialistes en la matèria que ajuden perquè, en aquesta segona meitat de segle i fins i tot al XIX, el comerç marítim fora l'activitat més lucrativa. A més de lli, pells, tabac, sal i altres mercaderies, hi havia tràfic d'esclaus.
És en aquesta època, quan s'acaben els camins rals de Madrid i Santiago de Compostel·la, s'estableix l'enllumenat públic i altres obres d'aquest tipus.

## Seglexix

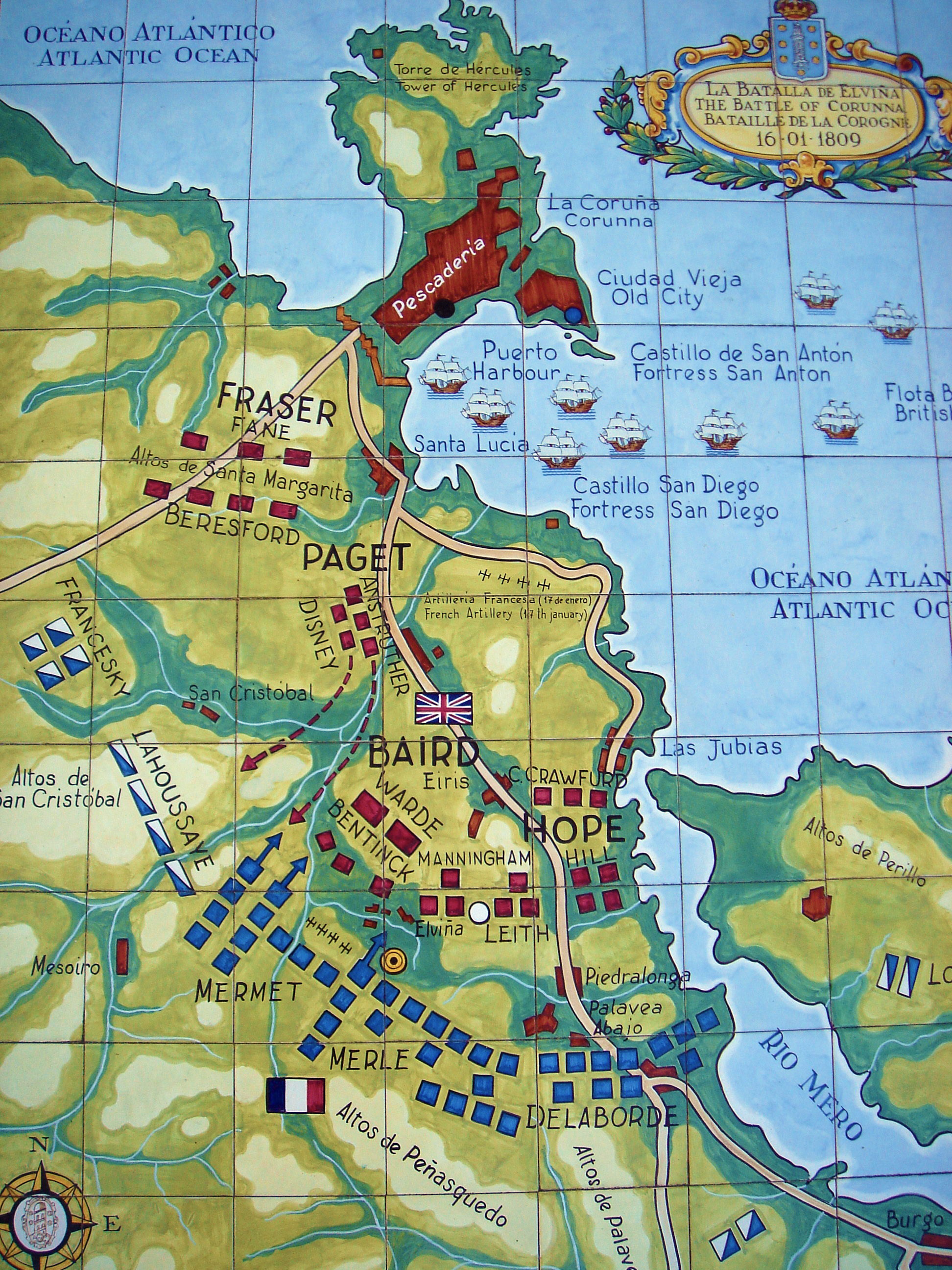
Mapa de la batalla d'Elviña de 1809

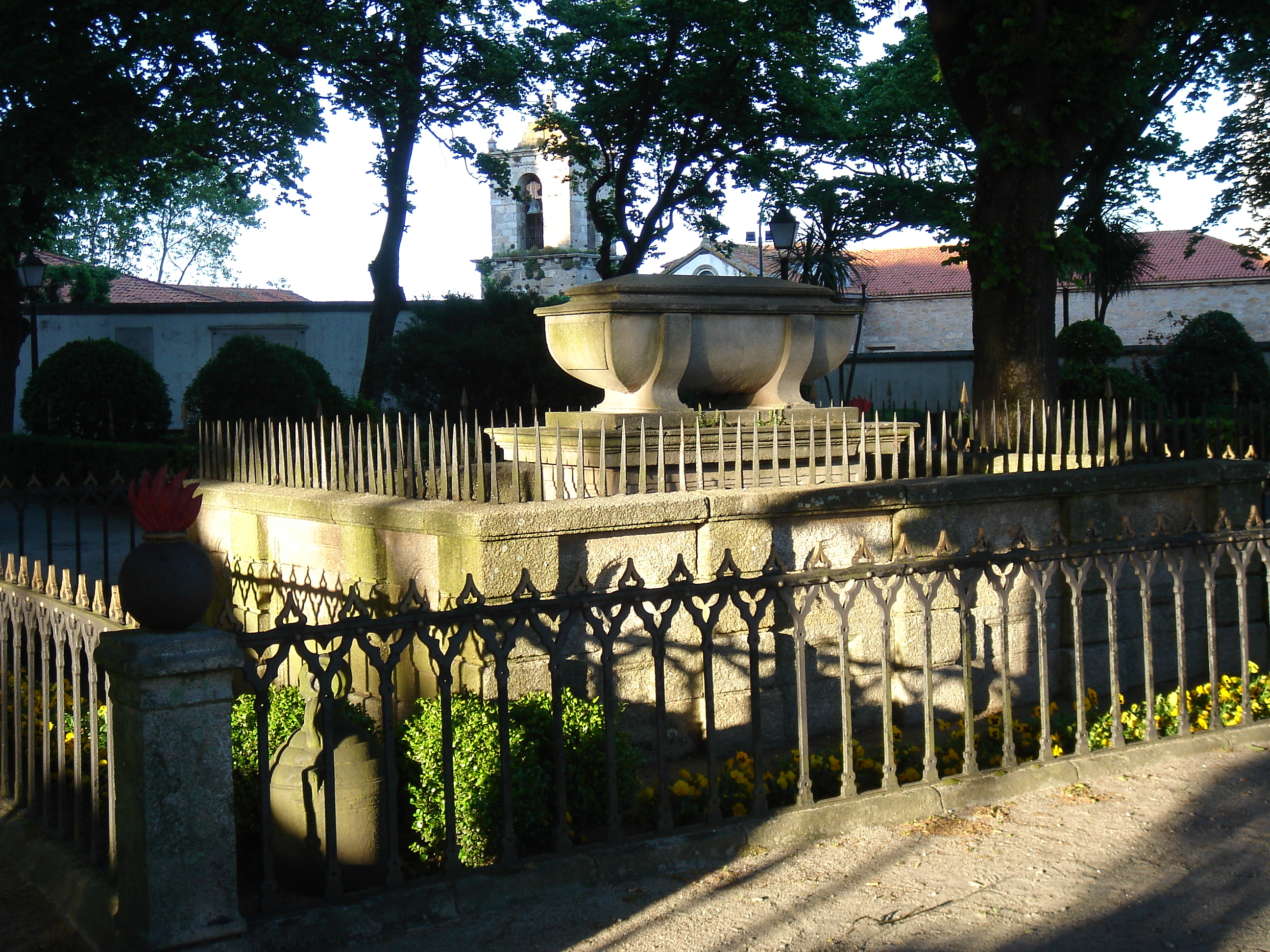
Tomba de sir John Moore al Jardí de San Carlos, La Corunya

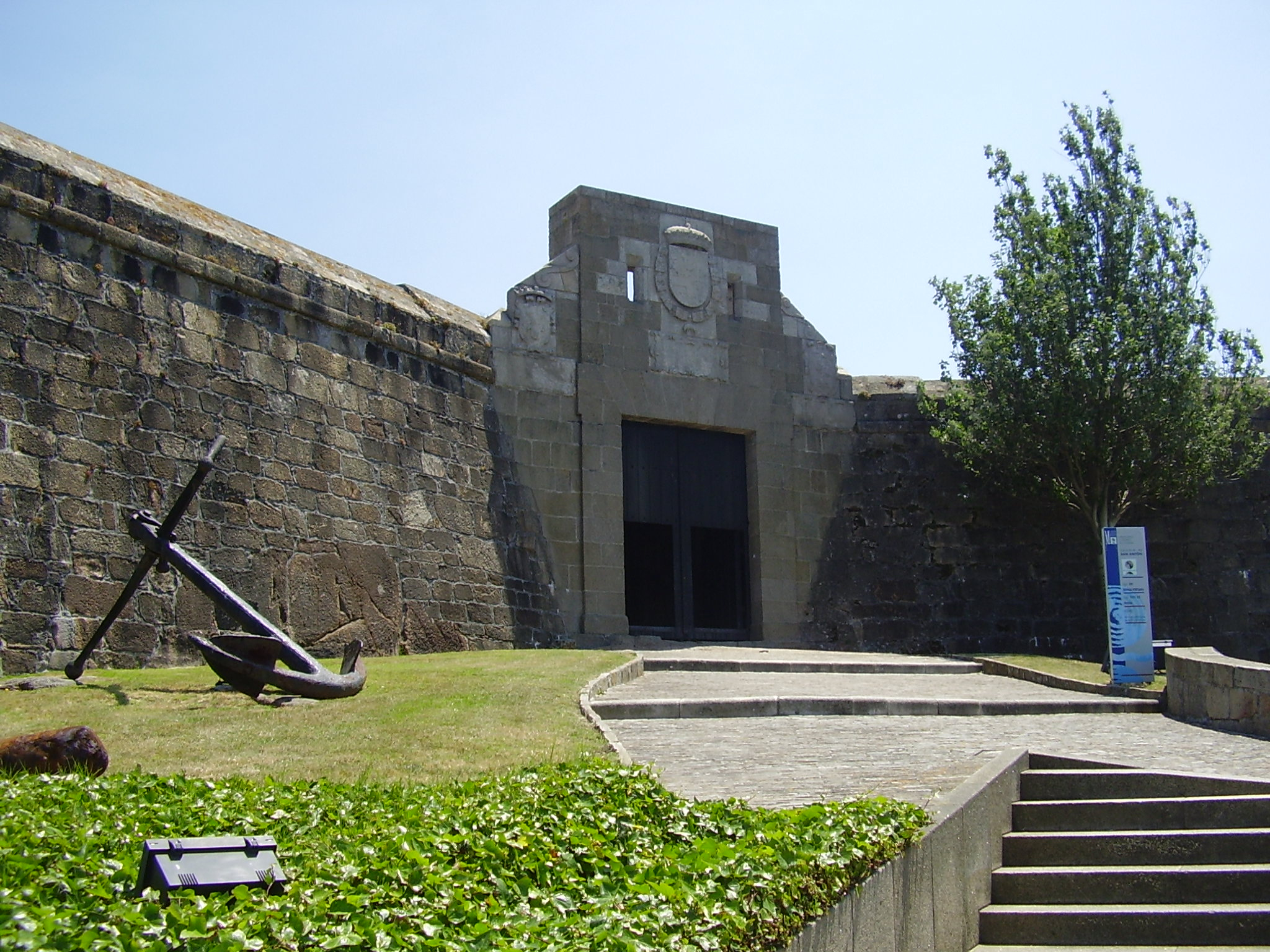
Al castell de Santo Antón fou retingut el mariscal Díaz Porlier

En la primera meitat del s. XIX la ciutat experimenta un notable augment de població, arriba a uns 20.000 hab. al voltant de 1850. En aquesta època la ciutat canvia la configuració urbana amb la creació d'espais públics, la millora de les vies de comunicació amb l'exterior, l'agrupació d'edificis de cara a la badia i la creació d'edificis públics a la zona de la Peixateria. Es crea la Fàbrica de Tabacs a la plaça de la Palloza, que dona treball a mig miler de persones; les indústries de barreteria i cordilleria s'hi fan notables; alguns armadors es dediquen a la pirateria legal i té presència a la ciutat la Reial Mestrança de Manteleria.
Hi ha un nou declivi a causa de la Guerra del Francés, que torna a alentir l'economia per la introducció de productes forans. Malgrat aquests contratemps s'instal·len a la ciutat noves empreses com la Fàbrica de Vidre "La Corunyesa", fàbriques de carbó o la fosa de ferro de Galiciacho.
Durant la invasió francesa al maig de 1808, la ciutat presenta resistència a l'ocupació des del principi liderada per Sinforiano López. Alguns indrets de Galícia hi oposen resistència (Arousa, Vigo) i La Corunya foren focus on es lliuraren batalles: la més significativa en fou la batalla d'Elviña, del 16 de gener de 1809 entre francesos i anglesos (que es veieren obligats a combatre quan es batien en retirada), que expulsà els francesos. Les restes del general sir John Moore, que participà en la batalla, es troben al Jardí de San Carlos. A la fi de maig d'aquest any els francesos abandonen Galícia.
El procés de constitució de les juntes de defensa comença en aquesta època i culmina amb la Junta Suprema del Regne de Galícia, situada a la Corunya.
Amb la volta a l'absolutisme amb Ferran VII, hi hagué diverses víctimes de la Inquisició a la ciutat, entre elles el general Lacy, vint-i-tres comerciants i el mateix Sinfoniano López que havia liderat la resistència de la Corunya enfront de les tropes napoleòniques. Va morir el 1815.
En el mateix any, el 19 d'agost el mariscal de camp Juan Díaz Porlier, El Marqueset, intenta restaurar la constitució de 1812, recolzat per la burgesia i la intel·lectualitat de la Corunya. El dia 22 d'agost, però, el militar liberal era traït, capturat i portat al castell de Santo Antón; el penjaren dos mesos després a la llavors plaça de la Llenya, hui d'Espanya.
El 20 de febrer de 1820 la Corunya recolza el pronunciament de Rafael del Riego, i viu la ciutat el Trienni Liberal (1820-1823) rematat pels "Cent Mil Fills de Sant Lluís". A La Corunya n'arriba una part al comandament del general Burke, que conquista la ciutat després d'assetjar-la.
Uns anys més tard, també seria La Corunya la primera ciutat gallega a pronunciar-se enfront del dictador Espartero.
A la fi del s. XIX s'hi instal·len noves indústries i bancs que posen la base del que hui és la ciutat moderna. Així, sorgeix la "Primera Corunyesa de Filats i Teixits" el 1882, la fàbrica d'estampació de llauna "L'Artística", i dues refineries. També són fundats bancs d'emissió com el Banc de la Corunya, substituït més tard per "El Crèdit Gallec", origen de la Caixa d'Estalvis de la ciutat. També, el 1875 s'hi instal·la la sucursal del Banc d'Espanya. La població superava els 40.000 habitants.
El setembre del 1869 es produeix una important revolta durant la qual es constitueixen noves juntes revolucionàries a les ciutats gallegues, en aquest cas de caràcter conservador. Al març de 1893 es funda la Junta de Defensa de la Corunya per evitar el trasllat de la Capitania General a Lleó.

## Segle XX

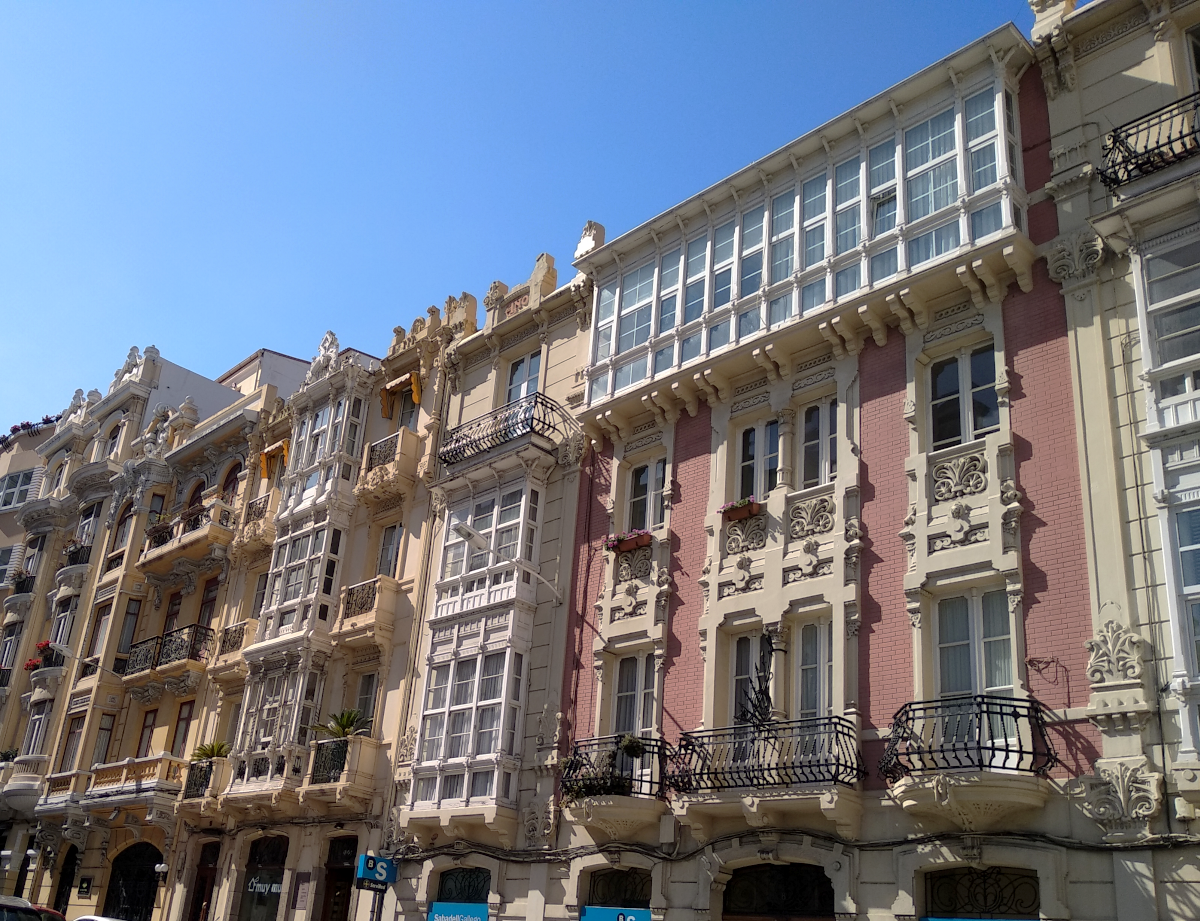
Edificis modernistes al c/ Ferrol

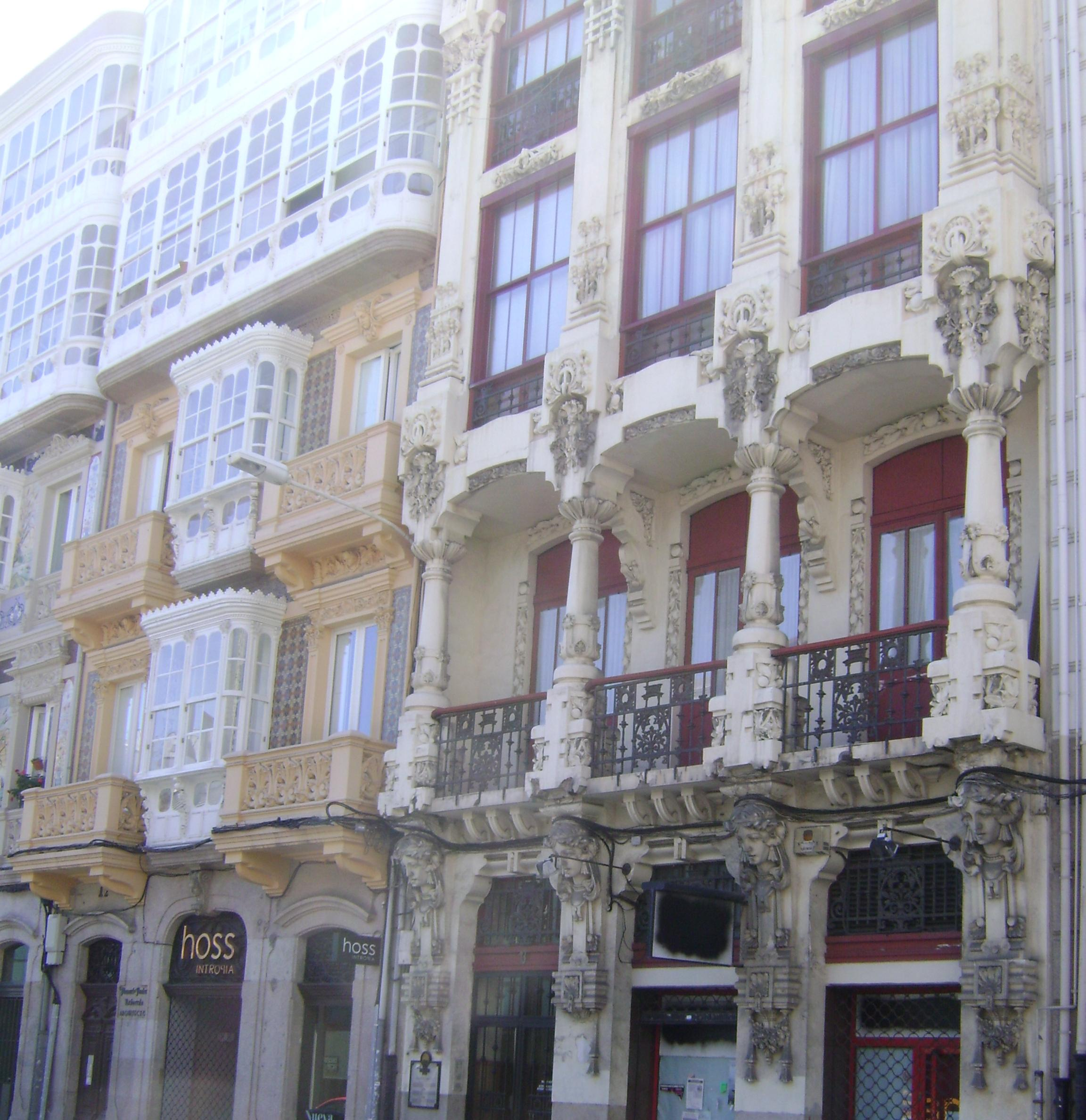
Edificis modernistes a la Plaça de Lugo, centre de la ciutat

Entre 1900 i 1923 la Corunya fou una de les ciutats amb millors organitzacions sindicals estatals, gràcies al nucli d'obrers organitzats que existia com a resultat de l'expansionisme industrial, la tendència del qual era anarcosindicalista. Aquest moviment tenia al 1904 4.000 afiliats, que en una ciutat de 45.000 habitants suposava gairebé el 10% de la població. Gràcies a la seua pressió s'assoliren importants avanços socials, com la jornada laboral de vuit hores abans que en la resta de l'estat.
El disseny arquitectònic d'aquesta època està marcat pel modernisme, que hi tingué bon acolliment tant en la construcció d'habitatges com en quioscs, cafés, etc. Arquitectes com Antonio López, Pedro Mariño o Julio Galán foren artífexs de l'avantguarda arquitectònica. Amb l'eclecticisme, als anys 20 es construeixen en l'eixample habitatges de classe mitjana mentre s'alcen importants edificis com el del Banc Pastor, que data de 1921 o el del "Banc de la Corunya", dos anys després.

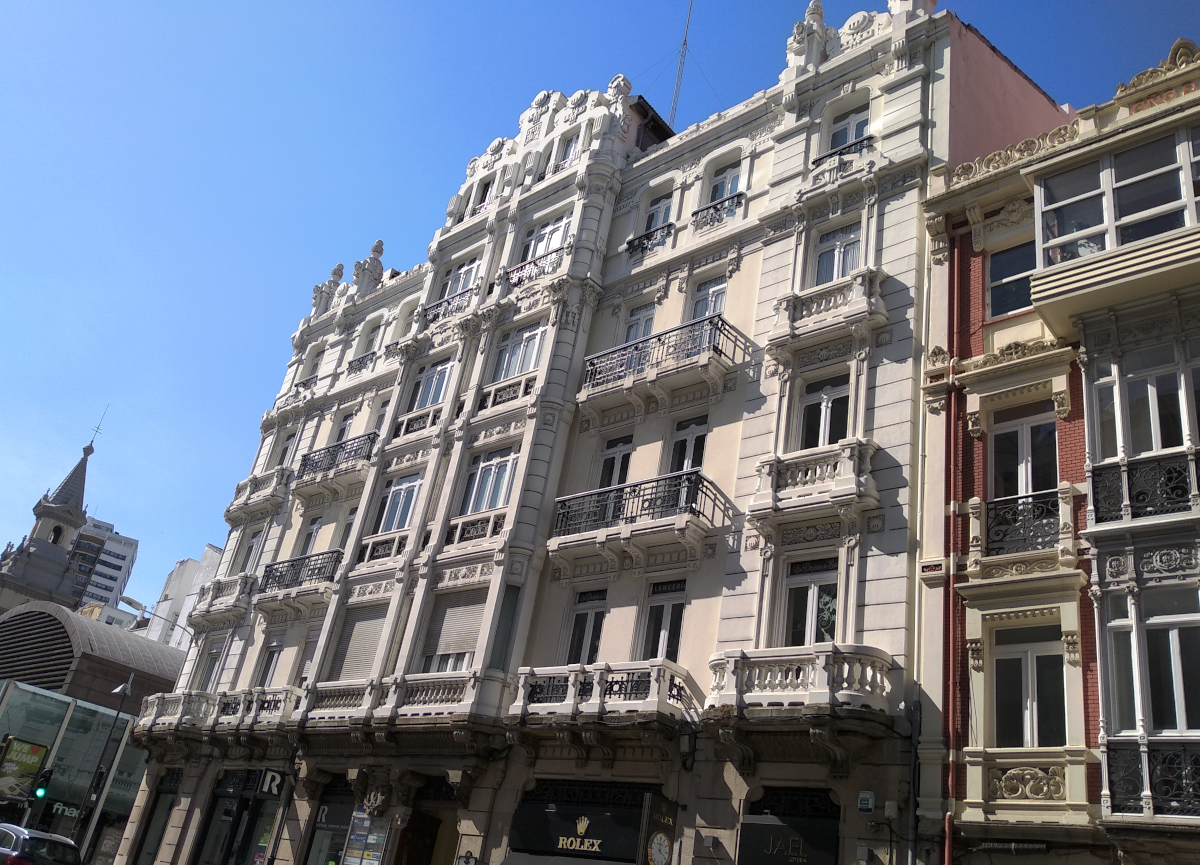
Edificis modernistes al c/ Compostel·la

Les eleccions municipals del 12 d'abril de 1931 donaren uns resultats aclaparadors a favor de l'opció republicana. En la primera corporació municipal de majoria republicana isqué triat alcalde Ángel Senra Fernández. El mateix any en presenta la dimissió per motius de salut; el substitueix Juan Rodríguez González. Després seria nomenat alcalde Manuel Iglesias Corral, membre de la comissió redactora de l'Estatut d'Autonomia de Galícia de 1931, fiscal el 1936, senador per la UCD durant la Transició i finalment parlamentari autonòmic per Aliança Popular en la primera legislatura a Galícia ja en el règim polític nascut amb la Constitució de 1978. El seguirien com a alcaldes Alfredo Suárez Ferrín, triat el 1934, Atanagildo Pardo d'Andrade, alcalde des de l'any 34 al 35, José Fandiño Arrojo de l'any 35 al 36 i finalment Alfredo Suárez Ferrín de nou l'any 36.
El 18 de juliol de 1936, la CNT feu una assemblea a la plaça de toros per intentar fer front a l'aixecament que desencadenaria la Guerra Civil espanyola.
El dia 20 se succeeixen els primers combats en sòl urbà. Després d'un breu bombardeig amb artilleria, les forces colpistes, dirigides pel coronel Enrique Cánovas Lacruz, prenen el centre de la ciutat. El governador civil, Francisco Pérez Carballo, és detingut el 20 de juliol i quatre dies després és afusellat. Juana Capdevielle, la seua esposa, seria afusellada el 18 d'agost. Produït l'alçament contra la República al juliol del 36, va ser detingut l'alcalde Suárez Ferrín; el dia 21 a la vesprada, fa l'acte de traspàs de l'alcaldia el 22 al matí, al nou regidor municipal, el capità d'Intendència José Fuciños Gayoso. Tornat a presó, és jutjat el 26 i el 27 d'agost al Palau de Justícia de La Corunya. El 31 d'agost del mateix any seria afusellat.
El bàndol lleial a la República, en què era el capità general Enrique Salcedo Molinuevo o el general Caridad Pita, així com els membres de la Guàrdia d'Assalt que protegien l'edifici del Govern Civil, intentaren fer front infructuosament al colp d'estat, amb ajut d'una columna de miners arribada de Noia. Les darreres escaramusses ocorregueren al Jardí de San Carlos, on jeuen les restes del britànic sir John Moore.
La repressió franquista que es duria a terme en els anys següents consternà la ciutat. Alguns centenars de presoners foren "passejats" i afusellats en una zona propera a la Torre d'Hèrcules, actualment coneguda com a Campo da Rata.
Durant els 40 anys de franquisme la ciutat creix: passa de 70.000 habitants als anys 30 a 130.000 als anys 50. Hi apareixen els barris dels Mallos, Agra del Orzán, Labañou o el Barri de les Flors. Sent alcalde Eduardo Ozores Arráiz, al 1946, es crea el trofeu Teresa Herrera i la Junta Municipal de Beneficència. El 1947 n'és alcalde Alfonso Molina Brandao, que reforma els Cantons i l'andana de Riazor-Orzán; converteix en hospital municipal la Clínica Labaca, inicia la Ciutat Escolar i traça l'avinguda de Lavedra, que després durà el seu nom. L'alcalde Sergio Peñamaría de Pla, nomenat el 1959, impulsa les obres de l'aeroport d'Alvedro. El 1966 és nomenat alcalde Demetrio Salorio Suárez, que inaugurar el Museu Arqueològic del Castell de Santo Antón, municipalitza l'empresa d'aigües i inaugura l'estació de San Diego i el Barri de les Flors. L'alcalde Jaime Hervada Fernández Espanya, nomenat el 1974, gestiona la construcció de la presa de Cecebre. L'alcalde José Manuel Liaño Flores, nomenat alcalde el 1976, remodela el Parc de Santa Margarida, inaugura la presa de Cecebre, inicia les obres del cementeri de Feans, obri el Museu del Rellotge i el pla parcial d'Adormideras. L'alcaldessa María Berta Tapia Dafonte estigué sols quatre mesos en el càrrec fins a les primeres eleccions democràtiques del 1979. Durant el seu mandat inaugura la nova seu de la Reial Acadèmia Gallega.
Ja en democràcia, es redueixen les funcions militars de la ciutat, i n'augmenta l'estructura empresarial i de negocis. Tot i que continua sent important el sector serveis, La Corunya ha anat perdent l'"efecte seu" derivat de la crisi iniciada el 2008, l'estafa bancària, la de les Caixes d'Estalvis, absorcions i moviments empresarials. Ara la seu social d'ABANCA és a Betanzos, després de la seua absorció pel Banc Etcheverría, filial aquest al seu torn del banc veneçolà Banesco. La Corunya segueix sent seu del Banc Pastor, a l'espera del que succeeixi després de la seua absorció pel Banc Popular Espanyol, absorbit aquest pel Grup Santander pel valor d'un euro, donada la delicada situació del Banc Popular Espanyol.
L'expansió urbanística hi ha continuat. S'hi construí el passeig Martítim, una obra encetada al 1986 i que es realitzà per trams. És el passeig marítim urbà més llarg d'Europa, amb més de 13 km continus arran de mar. Els museus científics com la Casa de les Ciències, la Casa de l'Ésser humà i la Casa dels peixos (Aquarium Finisterrae) s'acompanyen de la Casa de l'Aigua, finalitzada el 2008, com a espais de cultura i esport impulsats per l'alcalde Francisco Vázquez Vázquez.
|  |  |  |

En l'última dècada, municipis com Oleiros o Culleredo s'han consolidat en el context de l'àrea metropolitana, com una alternativa per a molts de la Corunya a causa de la carestia del sòl a la ciutat. Hi ha presència d'immigració a la ciutat, sumant els estrangers 21.766 habitants, en la seua majoria oriünds d'Amèrica Llatina, Xina, Magrib i Àfrica subsahariana.
D'altra banda, la creació de nous barris com Mato Gran, Els Rosers o Novo Mesoiro, el procés de suburbanització, la recent obertura de grans centres comercials com Marineda City, Espai Corunya o Dolce Vita, actualment clausurat, evidencien una nova concepció d'un estil de vida basat en un desplaçament de l'oci del centre de la ciutat cap a àrees perifèriques.
- Torre d'Hèrcules.
- Batalla d'Elviña.
- Francis Drake.
- Juan Díaz Porlier.
- Castell de Santo Antón.
- Jardí de San Carlos.